# المركز الوطني للفروسية

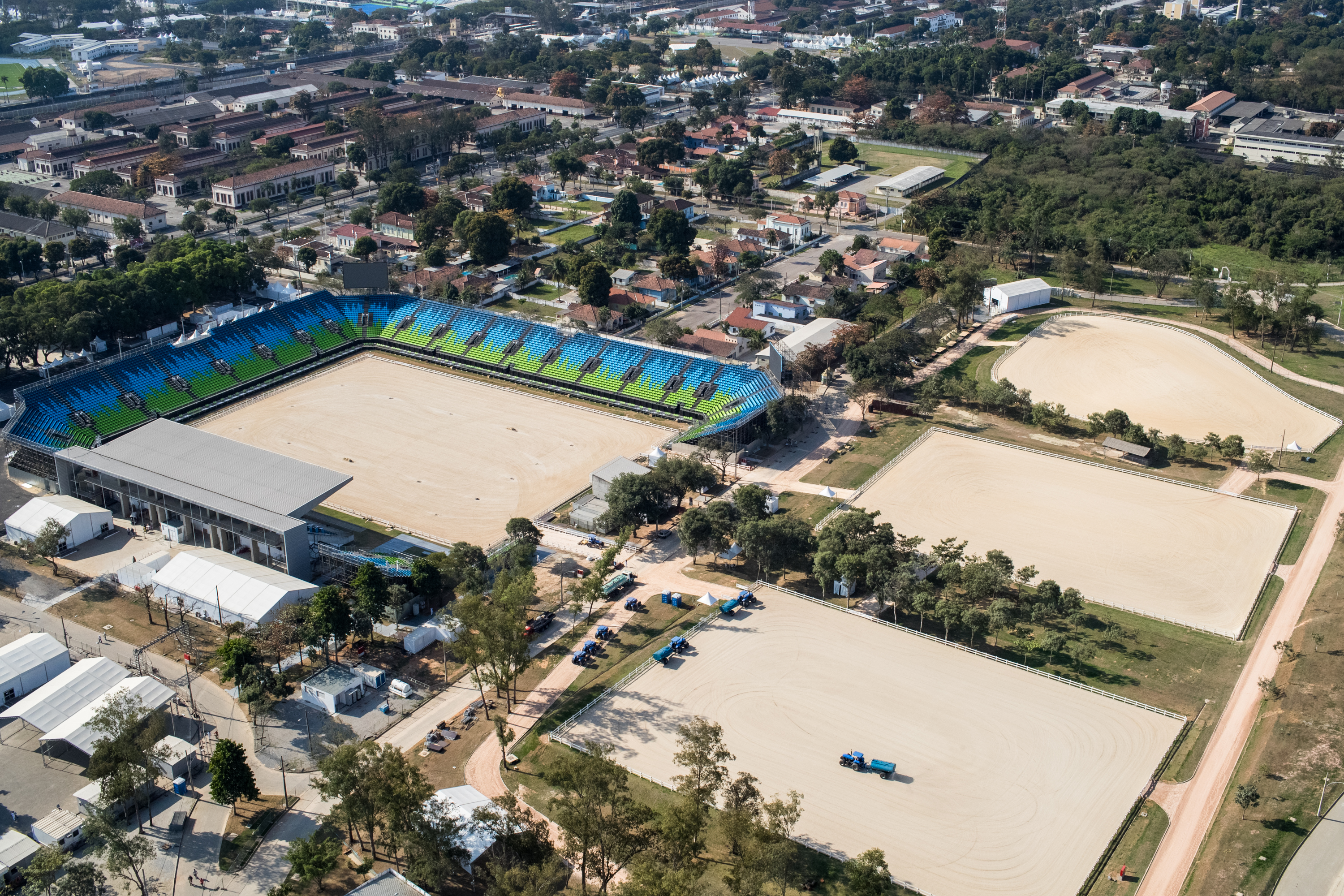
المركز الوطني للفروسية.

المركز الوطني للفروسية (بالإنجليزية: National Equestrian Center)‏، المعروف باسم مركز الفروسية الأولمبي خلال دورة الألعاب الأولمبية الصيفية 2016، يقع في حديقة ديودورو الأولمبية في ريو دي جانيرو، البرازيل. المركز استضاف سباقات الفروسية لدورة الألعاب الاولمبية الصيفية 2016، ومسابقات الفروسية ضمن الألعاب البارالمبية الصيفية 2016.